# Tessa Dare
Pour les articles homonymes, voir Dare.
Œuvres principales
- Série Trois destinées
- Série Le Club des gentlemen
- Série Les Demoiselles de Spindle Cove
- Série Les Héritières
- Série Girl Meets Duke

Tessa Dare est une romancière américaine spécialisée dans l'écriture de romances historiques. Auteur d'une quinzaine de romans et nouvelles, elle figure régulièrement sur la liste des best-sellers du New York Times. Elle remporte en 2012 le RITA Award de la meilleure romance historique du sous-genre Régence, décerné par l'association Romance Writers of America, pour Un moment d'abandon (en).

## Biographie
Durant son enfance, sa famille déménage souvent et les livres prennent alors une grande importance pour elle. Ils sont devenus « [son] refuge, [son] divertissement, [sa] source d'information sur toutes sortes de sujets... D'une certaine façon, ils étaient [sa] maison. Chaque fois qu'[elle] se sentait seule ou déracinée, ouvrir un de ses livres favoris [la] réconfortait. [Elle] lisait pendant le dîner, durant les cours, jusqu'à l'aube et, oui, [elle] lisait même en marchant ! »,.
Tessa Dare débute dans la carrière de romancière en remportant le premier concours Avon FanLit et sa première histoire courte Forget Me Not paraît dans le quatrième chapitre de l'e-book, These Wicked Games, publié par HarperCollins.
Ballantine Books accepte de publier son premier roman, L'impulsive. En 2011, elle change d'éditeur et signe avec Avon qui publie Un moment d'abandon (en), le premier tome de sa série Les demoiselles de Spindle Cove. Son genre de prédilection est la romance historique durant la Régence anglaise.
Lorsqu'il lui est demandé pour quelle raison elle mélange des situations sérieuses et chargées en émotion avec de l'humour, elle explique que c'est lié au premier rendez-vous amoureux avec son mari : « J’ai heurté un mât de drapeau, la tête la première. Plus d'une décennie plus tard, nous en rions encore. Ainsi, la juxtaposition de l'absurdité comique et de l'émotion profondément ressentie est une réalité pour moi, car elle reflète ma propre vie. »,.

## Œuvre

### Nouvelle
1. (en) The Legend of the Werestag/How to Catch a Wild Viscount, 2009Inédit en France

### SérieTrois destinées
1. L'impulsive, J'ai lu, coll. « Aventures et Passions », 2021 ((en) Goddess of the Hunt, 2009)
2. L'aventurière, J'ai lu, coll. « Aventures et Passions », 2018 ((en) Surrender of a Siren, 2009)
3. L'idéaliste, J'ai lu, coll. « Aventures et Passions », 2018 ((en) A Lady of Persuasion, 2009)

### SérieLe Club des gentlemen
1. Valse de minuit, J'ai lu, coll. « Aventures et Passions », 2012 ((en) One Dance with a Duke, 2010)
2. Le destin de Merry Lane, J'ai lu, coll. « Aventures et Passions », 2012 ((en) Twice Tempted by a Rogue, 2010)
3. Trois nuits ou jamais, J'ai lu, coll. « Aventures et Passions », 2012 ((en) Three Nights with a Scoundrel, 2010)

### SérieLes Demoiselles de Spindle Cove
1. Un moment d'abandon (en), J'ai lu, coll. « Aventures et Passions », 2014 ((en) A Night to Surrender, 2011)

1,5 (en) Once Upon a Winter's Eve, 2011Nouvelle inédite en France
1. Une semaine de folie, J'ai lu, coll. « Aventures et Passions », 2014 ((en) A Week to Be Wicked, 2012)
2. Un mariage au clair de lune, J'ai lu, coll. « Aventures et Passions », 2014 ((en) A Lady by Midnight, 2012)

3,5 (en) Beauty and the Blacksmith, 2013Nouvelle inédite en France
1. Tant qu'il y aura des ducs, J'ai lu, coll. « Aventures et Passions », 2014 ((en) Any Duchess Will Do, 2013)

4,5 (en) Lord Dashwood Missed Out, 2015Nouvelle inédite en France
1. (en) Do You Want to Start a Scandal, 2016

### SérieLes Héritières
1. Il était une fois un duc, J'ai lu, coll. « Aventures et Passions », 2016 ((en) Romancing the Duke, 2014)
2. Des fleurs pour la mariée, J'ai lu, coll. « Aventures et Passions », 2016 ((en) Say Yes to the Marquess, 2015)
3. Mariage à l'écossaise, J'ai lu, coll. « Aventures et Passions », 2016 ((en) When a Scot Ties the Knot, 2015)
4. À cause d'un rendez-vous galant, J'ai lu, coll. « Aventures et Passions », 2017 ((en) Do You Want to Start a Scandal, 2016)

### SérieGirl Meets Duke
1. Un drôle de mariage, J'ai lu, coll. « Aventures et Passions », 2018 ((en) The Duchess Deal, 2017)
2. Le jeu de la préceptrice, J'ai lu, coll. « Aventures et Passions », 2019 ((en) The Governess Game, 2018)
3. Une délicieuse voisine, J'ai lu, coll. « Aventures et Passions », 2020 ((en) The Wallflower Wager, 2019)